# Hobyo
Hobyo (Somalisch: Hobyo, Arabisch:: هبيا Hobyoo) is een stad in de provincie Mudug in Somalië.
De naam van de stad betekent letterlijk hier water en rond de stad liggen ook vele waterbronnen. Vanaf de 12de eeuw was Hobyo een nederzetting langs een belangrijke route voor deelnemers aan de Hadj in Mecca. Ook schepen legden, voor aanvulling van de watervoorraden, aan bij de stad. In de 15e eeuw werd Hobyo het commerciële centrum van het Ajuuraan Rijk, een middeleeuws Rijk van Somalische moslims in Oost-Afrika.
In 1878 veroverde Yusuf Ali Keenadid met een leger uit Hadramaut de stad en benoemde zichzelf tot sultan van het Sultanaat Hobyo. Keenadid werd verslagen door de Italianen en Hobyo werd in december 1888 toegevoegd aan Italiaans-Oost-Afrika als protectoraat en in oktober 1925 werd het protectoraat bij Italiaans-Somaliland ingevoegd. Sinds de Italiaanse overname zijn de handelsroutes langs de stad verdwenen.
In 2006 werd de stad ingenomen door de Unie van Islamitische Rechtbanken. Na het verdwijnen van de rechtbanken sloot de stad zich aan bij de regio Galmudug. Sinds 2008 is de stad een uitvalsbasis voor piraten.